# 栗田航兵
栗田 航兵（くりた こうへい、2002年1月27日 - ）は、日本のアイドル、歌手。男性アイドルグループ・OCTPATHのメンバー。
愛媛県出身。吉本興業所属。

## 来歴
2021年4月8日から6月13日にかけてGYAO!及びTBS系列で放送・配信されたサバイバルオーディション番組『PRODUCE 101 JAPAN SEASON2』に参加。第2回発表で脱落し、最終順位は23位だった。
11月18日、同番組の元練習生8名で結成する吉本興業の男性アイドルグループ・OCTPATHのメンバーとして公表される。

## 人物
- メンバーカラーはオレンジ[4]。
- 趣味は国内・海外旅行[5]。特技はフィンランド民謡を歌うこと[6]、ホイッスルボイス、耳を動かすこと[7]。

## 出演

### バラエティ番組
- ぽかぽか（2023年1月17日 - 、フジテレビ） - 火曜日隔週レギュラー[8]

### 映画
- カメの甲羅はあばら骨（2022年10月28日公開、イオンエンターテイメント / アスミック・エース） - ワニ渕ワニ平 役（声の出演）[9]

### 舞台
- 舞台『エグ女2025』（2025年10月3日 - 5日〈予定〉、日本青年館ホール）[10]

### ラジオ番組
- 不適切な夜会（2024年10月5日 - 、NACK5） - パーソナリティ[11]
- ウチらのイイブン!（2025年4月4日 - 、JFNC） - 4週目パーソナリティ[12]